# Onychargia
Onychargia är ett släkte av trollsländor. Onychargia ingår i familjen dammflicksländor.
Kladogram enligt Catalogue of Life:
| Onychargia | \| \| Onychargia atrocyana \| \| \| \| \| \| Onychargia indica \| \| \| \| \| \| Onychargia vittigera \| \| \| \| |
|            | \| \| Onychargia atrocyana \| \| \| \| \| \| Onychargia indica \| \| \| \| \| \| Onychargia vittigera \| \| \| \| |
|            | Onychargia atrocyana                                                                                              |
|            | |
|            | Onychargia indica                                                                                                 |
|            | |
|            | Onychargia vittigera                                                                                              |
|            | |